# Yvon Deschamps
Vous lisez un « bon article » labellisé en 2023.
Pour les articles homonymes, voir Deschamps.
Yvon Deschamps, né le 31 juillet 1935 à Montréal, est un monologuiste et humoriste québécois.
Il s’est illustré entre 1968 et 2010 par près d’une centaine de monologues — quelque trente heures d’écoute — dans lesquels il dénonce le racisme, l’exploitation de la classe ouvrière, le sexisme, l’homophobie ainsi que les multiples préjugés qui peuvent nous habiter.
Monté sur les planches à l’âge de 22 ans, il joue pendant dix ans dans une grande variété de rôles devant des publics divers, tout en ouvrant deux restaurants à Montréal qui, après le boum de l'Expo 67, ont fait faillite. En 1968, avec le spectacle de L’Osstidcho, il trouve enfin sa voie et fera désormais du monologue une carrière à temps plein, largement saluée par la critique et le public québécois. Il a aussi joué dans une demi-douzaine de films et d’émissions télévisées, notamment Samedi de rire, très populaire, avant de créer sa propre série humoristique CTYVON qui n’eut qu’un accueil mitigé.
Dès l’arrivée du succès, il commence à s’investir, personnellement et par sa fondation, dans diverses organisations : aide aux personnes handicapées ou aux femmes en difficulté, lutte contre la faim dans le monde et pour la justice sociale.
Profondément fier d’être québécois, il refuse toutefois de s’associer à un parti politique lors du référendum québécois de 1980, estimant que la majorité des Québécois veulent en fait, comme dans sa célèbre boutade, « un Québec indépendant dans un Canada fort ».

## Biographie

### Années de formation
Yvon Deschamps est né dans le quartier ouvrier de Saint-Henri, rue Agnès, à Montréal. Sa mère, Anna Leduc, est secrétaire de notaire jusqu’à son mariage à l’âge de 28 ans ; son père, Avila Deschamps, est dessinateur industriel. Yvon est le deuxième de leurs trois enfants, tous des garçons. Si sa famille ne vit pas dans la pauvreté, le jeune garçon est en contact avec la réalité de l’exploitation des ouvriers Yvon refuse de poursuivre jusqu’à la douzième année, ayant perdu tout intérêt pour les études et s’étant mis à fréquenter des petits délinquants,. Il obtient un emploi de commis dans une banque, mais déteste ce travail qu’il quitte après un an. En 1953, il est engagé en tant que messager à la discothèque de la télévision de Radio-Canada. Cet emploi le met en contact avec un milieu culturel nouveau et lui fait découvrir le monde de la scène et du spectacle. Il se lie d’amitié avec Gilles Latulippe qui le remplace comme messager alors qu’il est préposé à la classification des enregistrements. Découvrant par hasard le théâtre de boulevard dans une pièce mettant en vedette Georges Groulx et Denise Pelletier, il a une révélation soudaine et décide de devenir acteur. Sa patronne le met alors en contact avec François Rozet qui accepte de lui donner des cours privés, qu’il suivra durant plus de trois ans. Attiré par la tragédie, il monte sur les planches pour la première fois le 27 avril 1957 au Théâtre universitaire canadien, tenant le rôle de Pylade dans Andromaque. Il décide alors de quitter Radio-Canada pour être acteur à plein temps.

### Son maître: Charlie Chaplin
Il est fasciné par Charlie Chaplin, qu’il considère comme son maître et qui lui a servi de modèle et d’inspiration pour ses monologues : « C’est l’intensité de son regard qui m’avait frappé. Juste son regard. Il y avait tout dans son regard. Toute la profondeur, toute la peine du monde, il l’avait dans les yeux, c’est incroyable. » C’est à lui qu’il doit « l’idée de raconter des choses graves en les transportant de façon légère ». Il continuera de révérer ce maître au point de se procurer sa dernière voiture, une Bentley 1964 S3 qu’il a achetée en 2001.

### Débuts dans la comédie (1958 - 1967)

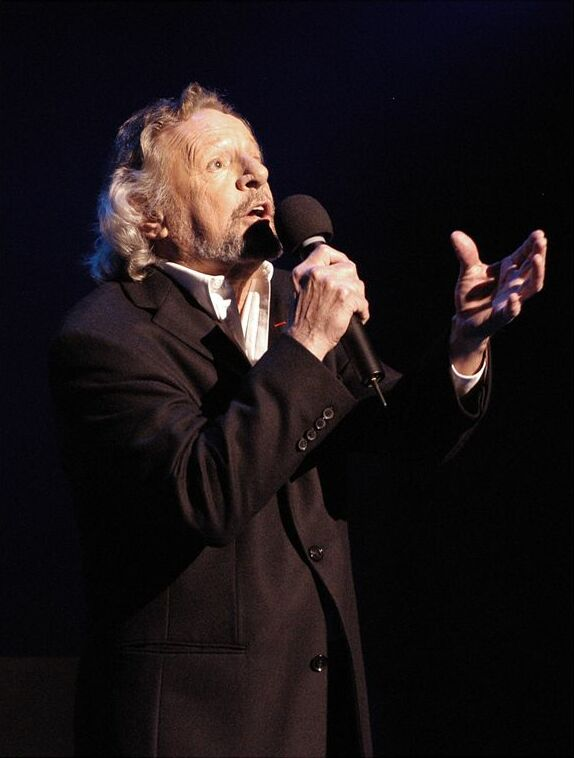
Claude Léveillée en 2006.

En 1958, il est engagé à La Roulotte, un théâtre ambulant pour enfants appartenant à la ville de Montréal et dirigé par Paul Buissonneau. Il est aussi membre pendant deux saisons du Théâtre universitaire canadien, jouant Racine, Marivaux, Molière et Musset dans les collèges classiques. Il fait ses débuts à la télévision, d’abord au réseau anglais en 1959, dans The Big Search, puis dans les séries pour enfants Picolo et La Boîte à Surprise de Radio-Canada, collaborant aussi à l’écriture de quelques textes.
En 1961, il se lie d’amitié avec le chanteur Claude Léveillée, qu’il accompagne à la batterie et à l’accordéon. En 1963, il se joint au Théâtre de Quat’Sous de Buissonneau en compagnie de Léveillée et plusieurs autres artistes. Il participe à la revue musicale Le kid s’en va-t-en guerre sous la direction de Gilles Richer et Bernard Sicotte.
En 1964, il obtient son premier rôle au cinéma, dans Délivrez-nous du mal de Jean-Claude Lord.
Cette même année, il délaisse sa (courte) carrière de musicien et ouvre le restaurant Le Fournil dans le Vieux-Montréal, puis le Saint-Amable en 1966, qui feront tous deux faillite après Expo 67, lors de la baisse du tourisme. Dans une salle attenante au Fournil, il héberge dès 1966 la Boîte à Clémence, une boîte à chansons de Clémence DesRochers, et participe aux revues Le monde sont drôles et Sois toi-même, qui y sont présentées.
En 1967, Clémence DesRochers, qui est la première de la génération des humoristes de la Révolution tranquille, « l’invite à venir faire son personnage lors d’une revue de La Boîte à Clémence : celui de l’ouvrier dont l’idée du bonheur est d’avoir une job steady pis un bon boss ». Deschamps suivra dès lors la voie qu’elle lui a suggérée.

### L’Osstidcho(1968-1969)

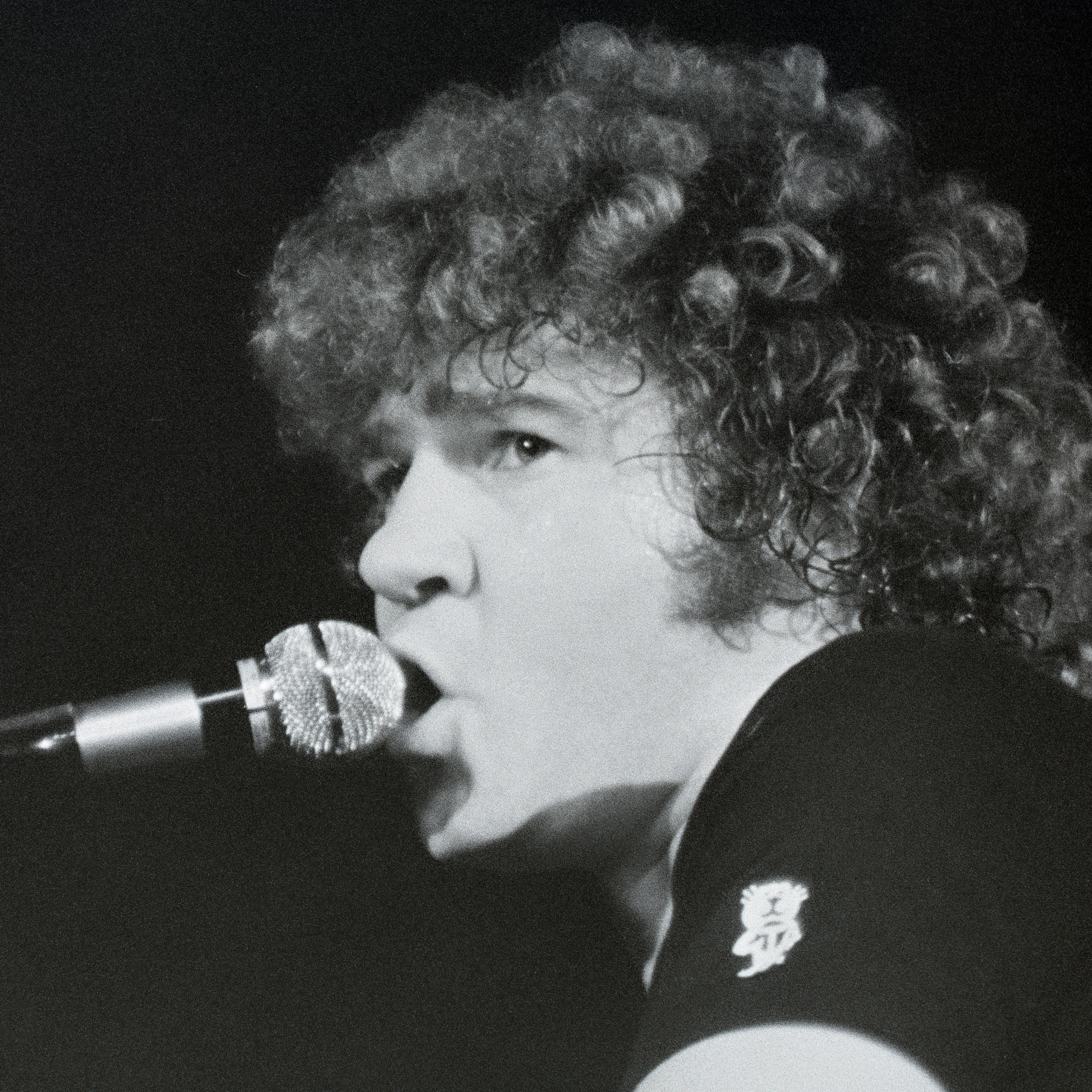
Robert Charlebois en 1972.

En février 1968, son restaurant ayant fait faillite, Deschamps se retrouve complètement démuni. Paul Buissonneau lui offre un emploi au Théâtre de Quat’Sous, et lui demande de prendre la direction de la dernière pièce de l'année. 
En mai, Deschamps propose à Louise Forestier, Mouffe et Robert Charlebois de monter un spectacle musical. Le résultat sera L’Osstidcho, une revue musicale et sociale qui va révolutionner la chanson québécoise.

S’inspirant de la chanson Alice's Restaurant d’Arlo Guthrie, Robert Charlebois lui propose de transformer un sketch à quatre personnages en un monologue soutenu par un thème musical répétitif. Ce qui donna le premier monologue Les unions, qu’ossa donne. Son personnage est un ouvrier naïf qui vante la générosité de son patron, alors qu’on comprend bien que la réalité est tout autre et qu’il est en fait exploité jusqu’à l’os. Ce monologue est « directement inspiré par la relation entre son père (Avila), dessinateur industriel, et son patron […] Son père représentait aux yeux d’Yvon Deschamps cette exploitation, puisqu’en raison d’un petit handicap, il était sous-payé alors qu’il faisait le même travail que ses collègues. ». Son père a enfin pris conscience de cette exploitation lorsqu’il a obtenu une augmentation de 50 %, ce qui l’a décidé à s’établir à son compte en ouvrant son propre bureau à la fin des années 40, : 

« Une fois, ma femme était tombée malade d’urgence, ça fait que l’hôpital a téléphoné. Y’était deux heures et quart ; c’est le boss qui a répondu. Y vient me voir, y dit: « Ta femme est tombée malade d’urgence, ils l’ont rentrée. » Y dit: « Voyons, énerve-toé pas avec ça ! Fais comme si de rien n’était, continue ton ouvrage. Si y’a quelque chose, j’te l’dirai. » Pas n’importe quel boss qui aurait fait ça. »

Le spectacle est présenté dans le cadre du centième anniversaire de la Confédération des syndicats nationaux (CSN).
La compagnie Polydor, voulant s’installer au Québec et étant à la recherche d’artistes, offre à Deschamps d’enregistrer quelques monologues pour son premier disque en 1968, sans toutefois espérer en vendre beaucoup. Cet album se vend à 30 000 exemplaires..

### Consécration (1970-1983)
À la suite du succès de L’Osstidcho, la carrière d’Yvon Deschamps démarre en trombe, « de 1969 à 1976, il sera sur une scène plus de mille fois ». En 1969, à la demande de Guy Latraverse, il présente L’argent en première partie du tour de chant de Marie Laforêt, puis Le bonheur au Théâtre du Canada, monologues qui constitueront son deuxième album. Il monte seul sur scène pour la première fois au Patriote de Ste-Agathe, où il se produira 310 fois. Il enregistre son deuxième album intitulé L’argent ou le bonheur (1969) qui se vendra à 40 000 exemplaires.
En 1970, il lance son troisième album, Le P’tit Jésus, le Fœtus, la Honte (vendu à 50 000 exemplaires), et donne plus de 250 représentations au Théâtre Maisonneuve de la Place des Arts, présentant de nouveaux monologues comme Dans ma cour et Cable TV. L’année suivante, 180 autres représentations auront lieu, dont cinq semaines à guichet fermé,.
Il joue dans Deux Femmes en or (1970) et Tiens-toi bien après les oreilles à papa (1971). Il participe au spectacle Poèmes et chants de la résistance 2, organisé pour soutenir les prisonniers politiques Québécois. 
Il y présente le monologue Les Anglais, qui deviendra L’Histoire du Canada.
En 1972, il écrit le scénario du film Le P’tit vient vite adapté d’une pièce de Georges Feydeau et dans lequel le héros est inspiré du personnage de ses monologues. Comme le note Georges-Hébert Germain : « Tout tourne autour du personnage que Deschamps a créé dans ses dialogues, ce p’tit gars innocent, niaiseux et toujours cassé que rien ne peut écraser, parce qu’il n’a pas plus la notion du malheur que celle du bonheur. C’est donc ce p’tit Québécois qui va habiter le vaudeville de Feydeau. Il se fera rabattre le caquet par sa femme, par son beau-père-boss, par sa belle-mère, par la garde-malade, par tout le monde. Mais il a un caquet à ressort. il s’en sort toujours, immanquablement. La méchanceté, la mesquinerie, la malveillance n’ont pas de prise sur sa belle grande innocence. Et c’est lui qui gagnera. »
Par la suite, il présente les spectacles On va s’en sortir au Théâtre Saint-Denis en 1972 et La Libération de la femme au Patriote de Sainte-Agathe en 1973 et 1974, ce dernier à plus de 150 reprises. Il continuera de présenter un nouveau spectacle tous les deux ans jusqu’en 1984.
En 1974, il est la plus grande vedette au Québec : « c’est lui, de tous les artistes québécois, qui attire le plus grand nombre de spectateurs. On s’arrache ses disques. » Il joue dans la pièce L’Ouvre-boîte avec Jean-Louis Roux.
En 1975, il part en tournée pendant neuf mois pour présenter L’Histoire sainte. La même année, il participe à la Fête nationale sur le mont Royal, le soir du 24 juin où l’on assista à la création de la chanson Gens du pays (composée par Gilles Vigneault) qui deviendra le chant d’anniversaire des Québécois. En 1976, il participe au spectacle Les 5 Jean-Baptistes — mieux connu sous le titre 1 fois 5, l’album du spectacle — présenté le 21 juin sur les Plaines d’Abraham à Québec et le 23 juin sur le mont Royal à Montréal avec Vigneault, Léveillée, Ferland et Charlebois. Le disque remporte l’Académie Charles-Cros en 1977.

En 1977, il revient avec un nouveau spectacle (Complet) qui tiendra l’affiche pendant 16 semaines soit 102 représentations d'affilée à la Place des Arts. À propos de ce spectacle, il confie à Nathalie Petrowski : 

« La plupart des monologues sont raides, difficiles à avaler à cause des choses que j’y exprime : la violence quotidienne entre un homme et une femme, […] l’aliénation des êtres, le silence qui peut les habiter pendant de nombreuses années jusqu’au jour où ils osent tout dire. Je n’ai pas de thème, je parle de choses qui me préoccupent en espérant que ça va intéresser les autres. Je fais des affaires humaines plus que des affaires sociales ou politiques. Mon métier premier c’est le rire et si je n’arrive pas à faire rire le monde, je n’ai aucune raison d’être sur une scène. Je trouve que ça ne sert à rien de choquer le monde, on peut les provoquer gentiment mais pas d’une façon agressive ou frustrée, ça n’avance à rien. »

En 1978, il se rend à Hollywood avec quelques artistes québécois pour présenter une semaine de spectacles visant à faire connaître le Québec. Dans la foulée, il envisage un moment le défi de faire une percée aux États-Unis : « Travailler en anglais au Canada ne me tente pas, c’est trop politique, aux États-Unis par exemple c’est tout le contraire. Certaines personnes de Los Angeles (notamment le vice-président de Century Fox) m’ont dit que mon humour était typiquement juif, l’humour de la minorité qui culpabilise, la minorité barouettée et que j’avais des chances de réussir. C’est une idée qui me plaît. » Il participe à l’émission de Peter Gzowski à la CBC, ainsi qu’à Let's Save Canada Hour au même réseau. Mais il finit par renoncer à ce projet en 1979. Il en sortira l’album Yvon Deschamps « en anglais ». Il envisage aussi de faire une comédie musicale.
En 1979, il revient à la Place des Arts, avec un spectacle qualifié de très difficile, dans lequel il présente les monologues La Petite mentale et La Manipulation : « Dans un décor de cour d’école, Deschamps […] met en scène le musée de l’horreur humaine dans lequel il fait parader tous les pauvres, miséreux, éclopés, victimes sanglantes de la société contemporaine. » Deschamps lui-même qualifiera ce spectacle de « catastrophe » et se rappellera plus tard : « On a fini par dire que j’étais fini. »
En 1981, il présente le spectacle C’est tout seul qu’on est l’plus nombreux La musique de certaines chansons était de Serge Fiori. Malgré cela, le public, échaudé par l’expérience précédente et le référendum de 1980, hésite au départ — « il n’y avait que 5 000 billets de vendus une semaine avant la première ». — mais la réaction est finalement chaleureuse et Deschamps jouera à la Salle Maisonneuve de la PDA devant des salles pleines plus de 80 fois. 
Au printemps 1983, il se produit pendant deux semaines au Théâtre de la Ville de Paris où, au dire des critiques, « il rate complètement sa cible » avec « un humour noir, noir, noir qui ne convaincra pas tout le monde ». Quelques mois plus tard, il présente son spectacle d’adieu, Un voyage dans le temps (1983).

### Vedette de télévision (1985-1990)
En 1985 débute Samedi de rire, une émission à sketch humoristiques d’une heure, enregistrée au Spectrum devant un public de 246 spectateurs et diffusée le samedi à 19 heures à la télévision de Radio-Canada. Yvon Deschamps en est le co-producteur et l’animateur et joue aux côtés de Normand Chouinard, Normand Brathwaite, Pauline Martin et Michèle Deslauriers, ainsi que divers invités occasionnels. Une vingtaine de scripteurs répartis en quatre équipes contribuent à la production des textes,. Au cours des séances, Deschamps se garde dix à douze minutes de monologue durant lesquelles il campe notamment son célèbre personnage de « raconteur d’histoires » qu’est Ti-Blanc Lebrun, grand complice de son ami, Ti-Brun Leblanc (Brathwaite). L’émission de variétés s’achève en 1989, après 78 épisodes. Deux anthologies en sont diffusées entre 1985 et 1989.
À la suite du succès de Samedi de rire, Deschamps lance CTYVON, une émission quotidienne dans un studio de télévision. Outre Deschamps, qui joue le rôle d’un retraité de la télé, l’équipe de comédiens comprend Diane Lavallée, Claude Legault,  Michèle Deslauriers et Normand Chouinard etc.  Il est assisté par Josée Fortier et huit scripteurs.
Moitié comédie de situation, moitié parodie d’émissions de télévision, le concept est accueilli froidement par les critiques et ne dure qu’une saison, après 148 épisodes (1989-1990).

### Retour sur les planches
Après huit ans d’absence sur scène, il décide de plonger une dernière fois et offre un tout nouveau spectacle, U.S. qu’on s’en va ?, qu’il présente à 140 reprises en 1992 et 1993 et qui est adapté en une version de 90 minutes pour diffusion sur Radio-Canada le 6 mars 1994. 1993 est aussi l'année où Deschamps anime ses premiers Gala Juste Pour Rire.

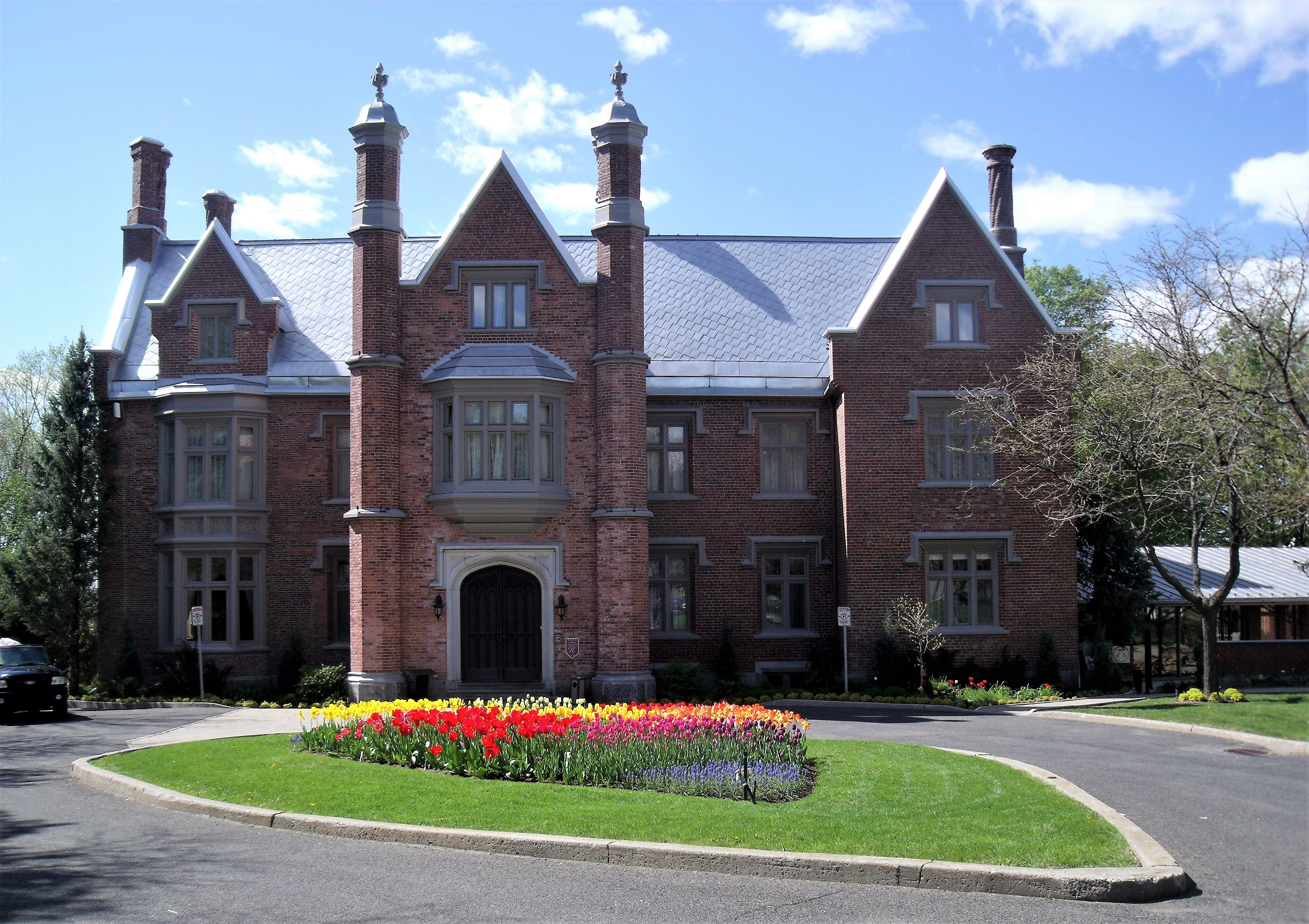
Manoir Rouville-Campbell, non loin de Montréal.

En 1996, il procède à l’achat du Manoir Rouville-Campbell, lieu historique à vocation hôtelière situé à Mont-Saint-Hilaire, qu’il exploitera jusqu’en 2006. Il ouvre la Boite à Yvon dans les salles Rouville, pouvant accueillir 120 personnes, où il se produit occasionnellement. Un album (Yvon Deschamps au Manoir Rouville-Campbell) est lancé en 1999..
Pour célébrer le bicentenaire de l’édifice, Yvon Deschamps ouvre L’Orangerie, une grande salle fenestrée qui sert de restaurant, de salle de conférences et de salle de spectacles. Il crée un nouveau spectacle Comment ça, l’an 2000 ?
 

À la suite des pressions de ses proches et amis (dont Judi Richards et Normand Brathwaite) qui estiment que ce nouveau matériel mérite d’être partagé avec un plus vaste auditoire, Deschamps décide de le jouer partout dans la province. Ce spectacle  sera présenté à guichet fermé 100 fois au Théâtre Corona à Montréal, puis au Palais Montcalm à Québec, avant de faire l’objet d’une tournée panquébécoise de plus de 400 spectacles en 2001 et 2002, et enfin de donner lieu à l’album Comment ça, 2000… 2001… 2002 ? Un des sujets de ce spectacle est la crainte éprouvée par de nombreuses personnes que l’an 2000 amène la fin du monde : 

« 50 millions d’Américains pensent que la fin du monde va arriver en l’an 2000. Hey ! Ça c’est inquiétant. Premièrement, parce qu’ils sont 50 millions. Deuxièmement, parce qu’ils sont Américains. Si la fin du monde arrive pas toute seule, y vont la faire arriver ! »

Son dernier monologue a lieu au Festival Juste pour rire, en 2007, où il reçoit une ovation de la part du public. Ainsi que le note son bras droit Pierre Rivard : « Il a travaillé 50 ans sans s’arrêter. Il a battu beaucoup de records et, ce n’est pas rien, il a écrit 35 heures de monologues. »
Le 19 juillet 2010, à l’occasion du gala hommage pour Claude Meunier, il présente un numéro en hommage à ce dernier. Dans un communiqué du journal Rue Frontenac, il annonce sa retraite et son retrait de la vie publique le 16 décembre 2010.
Le 15 février 2011, Deschamps crée au théâtre Le Boss est mort. Il s’agit d’une « comédie dramatique » réalisée à partir de divers monologues (Les unions qu’ossa donne ?, La violence, Pépère, Cable TV, L’argent, Le bonheur, L’éternité, La sexualité, Dans ma cour, La mort du boss). Le seul et unique personnage de la pièce est interprété par Benoît Brière. En le 3 février 2015. En 2015, est publié un album hommage réalisé par Marc Pérusse, intitulé Deschampsons , qui contient douze de ses chansons interprétées par diverses vedettes. Pour le lancement, une émission spéciale est aussi diffusée sur ARTV.
En mai 2021, il lance sa propre chaîne YouTube. Avec l’aide de sa fille Annie, le 4 mars 2022, il annonce sa retraite de Facebook et potentiellement de la vie publique.
Le 20 juillet 2023, à l’approche de ses 88 ans, il participe à l'ultime Gala Juste pour rire à titre d’invité spécial. Les fonds recueillis lors de ce Gala ultime présenté à la Place des Arts ont été offerts à la Fondation Yvon Deschamps, qui vient en aide aux enfants du quartier Centre-Sud de Montréal.

### Vie privée
Il rencontre Mirielle Lachance à La Roulotte en 1958 et l’épouse en 1960 mais le couple se sépare en 1967.
Il rencontre en 1967 la chanteuse Judi Richards, future membre du groupe Toulouse, et danseuse originaire de Toronto. Il l’épouse le 6 novembre 1971 mais le couple se sépare en 1973. De retour ensemble de façon définitive en 1977, ils auront alors trois enfants, Annie, Karine et Sarah-Émilie..

## Les monologues
L’écriture a été pour Yvon Deschamps une façon de combattre une angoisse constante et de s’en libérer sur la scène, grâce à un personnage qu’il s’est forgé dans son expérience de vie : « Ça va tellement plus loin quand ça rit. […] La scène est le seul endroit au monde où je n’ai plus de tabous. Où je peux parler fort, rire et pleurer. Ce que je dis sur une scène parfois, je ne pourrais même pas le dire à mes amis. » Ses monologues lui servent en quelque sorte de psychanalyse.

### Genèse et évolution de son personnage
En 1967, Clémence DesRochers, qui faisait un spectacle dans la salle attenante à son restaurant, avait écrit un sketch intitulé « Le Noël » mettant en scène un boss avec son employé, et elle avait confié le rôle du boss à Yvon Deschamps et celui de l’employé à Gilbert Chénier. Selon le récit que fait Deschamps de cet épisode : 

« On l’a joué deux semaines, ça marchait pas. À un moment donné, j’ai dit « pourquoi on switche pas ? Moi, je vais le faire, l’employé. » Il me semblait que j’avais des choses à dire. Je me suis mis à improviser et c’est là que le personnage s’est mis à avoir une vie. Le boss me disait « Comment ça se fait que t’es en retard? » Au début je répondais que j’avais manqué mon autobus. Mais après une semaine c’était plus ça. Je racontais toute ma vie : je m’étais levé à cinq heures moins dix, ma mère était venue me réveiller, etc. »

Ce personnage raconte son histoire et parle de ses problèmes : « Le gars de la shop, ça c’est mon côté défaitiste, mon vrai côté canadien-français, qui prend tout comme ça vient, qui trouve tout beau, qui se choque jamais. » Ce personnage (qui ne sera jamais explicitement nommé) se démarque par sa grande naïveté et son statut d’opprimé et de victime. Ces caractéristiques apparaissent dès le premier monologue, Les unions, qu’ossa donne ?, où l’humoriste campe un personnage exploité qui demeure résolument aveugle face à sa propre exploitation par son « bon boss » : 

« Moé, ça fait 15 ans que j’travaille à shop, ça fait 15 ans qu’y a pas d’union. Qu’ossa donne ? On n’a pas d’union pis ça empêche pas que depuis l’année passée, on a la semaine de 54 heures. Pis on a not’congé à Noël ou bedon au jour de l’An. Pis l’été, on a une semaine de vacances payée. On la prend pas toujours, mais on l’a pareil. »

Comme le note André Major, Deschamps « a trouvé un personnage en cherchant au fond de lui-même. Il s’est découvert un peu bonasse, un peu dupe, et de ce fond qui caractérise assez bien le Canadien français moyen, il a tiré de quoi faire vivre son personnage sur la scène et dans notre mémoire. Ce personnage est un pauvre type, pitoyable, si aliéné qu’il apparaît aussi réactionnaire sinon plus que son patron, que tous ceux qui profitent de sa naïveté, de son ignorance. »
En 1973, après quatre ans, Deschamps décide de se libérer de ce personnage qui lui colle à la peau et qui l’enferme dans un cadre trop restreint. Il met alors en scène un personnage plutôt agressif qui interpelle son public et attaque de front des questions de société importantes : « J’avais souvent des problèmes en me disant que mon personnage ne pouvait pas dire telle ou telle phrase. C’est pour ça que je l’ai tué cette année parce qu’il commençait à m’obliger à rester dans un cadre trop restreint. Je vais être plus moi-même, je pense, je vais essayer de faire des affaires plus directes avec le monde pour certains monologues. Quand je toucherai des sujets actuels et sociaux, je vais essayer d’être juste moi-même sans passer par une anecdote. »

### Thématique
La médiocrité des conditions de vie des gens ordinaires reste sans doute le fil conducteur le plus constant : 

« [Deschamps] laisse parler le Canadien français en lui, selon l’image qu’il s’en est faite lorsqu’il habitait le quartier Saint-Henri. Il grossit les traits en poussant très loin la description du Canadien français et met en scène un pauvre type naïf et candide ; l’image classique du dominé. Deschamps permet aux Québécois de se libérer de cette image du Canadien français porteur d’eau en le ridiculisant. Il manifeste ainsi, avec la complicité de son public, un geste de rupture avec le passé. »

Au cours des années, de nouvelles préoccupations apparaissent : l’écologie, la mondialisation, le jogging, les adolescents, les téléromans… « Au début des années 80, les gens ont voulu rire sans que les problèmes sociaux et la politique leur pendent sous le nez. »
 

Souvent, les monologues commencent par l’apologie d’un comportement social discutable pour se terminer par un renversement de perspective. L’humoriste expose ainsi les préjugés courants contre les femmes, les handicapés, les étrangers, les homosexuels… en les grossissant jusqu’à l’absurde, au point que le public finit par prendre conscience de ses préjugés et s’en purger dans un rire libérateur. Mais c’est toujours en lui-même qu’il trouve son matériel, touchant à l’universel par la pertinence et la vérité de son propos, : 

« Je ne suis pas un observateur de la société comme d’autres comiques. Je travaille tout par en dedans. J’essaye d’aller chercher en dedans ce qui m’achale puis si ça ressemble à quelque chose pour les autres, c’est parce qu’on est pareils, qu’on a les mêmes problèmes. C’est surtout pour me faire prendre conscience, me changer par le rire. Si tu te rends compte que tu as de gros problèmes, de gros préjugés et que tu en ris, peut-être que tu vas t’en sortir un peu. »

Loin d’être moraliste, la position de Deschamps repose en fait sur une conception philosophique de la vie où l’amour devrait primer : « Dès mes premiers monologues, comme Pépère dans lequel je disais des choses épouvantables sur les vieux, le public finissait par réaliser que le personnage adorait son grand-père. Il s’en moquait pour combler un vide immense, un trou. Dans la vie, on essaie de minimiser nos peines. On vit toujours en faisant comme si ce n’était pas grave… » Ses monologues et les chansons qui les accompagnent proposent un message d’espoir, d’amour et de solidarité : 

« C’est pas vrai, oui ça peut changer
T’es pas tout seul, même si t’es poqué
Y en a une maudite gang comme toé
Qui t’cherchent, qui t’veulent pour les aider
À deux, ça peut déjà être mieux
À dix, on est ben moins peureux
Si c’est vrai qu’deux têtes valent mieux qu’une
À dix mille, on décroche la Lune… »

Dès 1969, un critique estimait que « ses monologues mériteraient une analyse approfondie ; on devrait les faire entendre dans les écoles, dans les universités ». Cette suggestion a certainement été entendue car quatre ans plus tard, Deschamps — qualifié à cette occasion de « Socrate des pauvres » — publiait son premier recueil de monologues, répondant aux souhaits de nombreux professeurs et étudiants. En 1975, Deschamps était étudié dans les cégeps et les universités, dans des cours de sociologie, de philosophie, de littérature : 

« On va jusqu’à m’inventer, [dit Deschamps], jusqu’à me faire dire des belles grandes choses que j’ai jamais eu le génie de dire moi-mingue. »

 Et il avoue trouver lourde à porter toute cette attention à ses moindres paroles.

### Aspects formels

#### Recours au joual
Le recours au joual était inévitable pour ancrer les monologues dans la réalité du milieu ouvrier que décrit l’auteur. Ce choix du joual survient deux ans après que Gérald Godin avait écrit Les cantouques, poèmes en langue verte, populaire et quelquefois française. l’année 1968 est le moment où ce choix se cristallise en débat de société lorsque Michel Tremblay en impose l’usage au théâtre avec Les Belles-Sœurs : « Tremblay et Deschamps ont compris que la mise en scène de personnages d’une classe sociale qui n’est ni bourgeoise ni fille de l’élitisme doit nécessairement s’accompagner d’un langage idoine. »
Toutefois, comme le remarque André Major, « Deschamps exagère cette langue en abusant des répétitions, des contradictions, des hésitations et des raccourcis propres au joual. » Deschamps le reconnaît lui-même : « le langage que j’utilise, c’est celui que, dans ma tête, je parlais quand j’avais seize ans. Je joue beaucoup avec les sons. J’pense pas qu’il y a quelqu’un qui parle comme ça. C’est une caricature. »

#### Virtuosité langagière
En même temps, un débit extrêmement rapide atteste de la virtuosité de l’humoriste et de sa maîtrise langagière. Celle-ci apparaît aussi dans le maniement des procédés rhétoriques, tels l’hyperbole, les jeux d’antithèse et la personnification comme dans L’argent (1969) : « Toute la famille on a tout l’temps travaillé, inque ma mère qui travaillait pas. C’est pas d’sa faute : avait trop d’ouvrage. » Un peu plus loin, le vieux père malade voit arriver dans sa chambre d’hôpital « un vieux proverbe » qui lui dit « Vaut mieux être riche et en santé que pauvre et malade ! », ce qui est sans doute l’une des lignes les plus célèbres de Deschamps.

#### Intermèdes en chansons
Les monologues sont souvent accompagnés ou entrecoupés par plusieurs chansons qui visent à adoucir par la musique et la poésie des passages trop durs et à donner un message d’espoir : « Dans le monologue, j’emploie, bien sûr, un langage caricatural. Il y a donc des choses que je ne peux pas dire de cette façon-là, des choses qui ne peuvent se dire que dans une forme plus poétique. J’en fais alors une chanson. » À cette fin, Deschamps a fait appel à une multitude de musiciens. Pour son monologue « Le temps » où il évoque la mort — pour lui une grande source d’anxiété —, il a demandé une chanson à Gilles Vigneault, qui a alors composé Berceuse pour endormir la mort. Robert Charlebois avait fait la musique de son tout premier monologue.

#### Un spectacle complet et interactif
En outre, Deschamps soigne les décors et le son. Les éclairages nécessitent parfois jusqu’à dix projecteurs et « créent une atmosphère appropriée pour chaque monologue ». Pour ces aspects techniques, il a notamment recours à partir de 1975 à Jean Bissonnette. Selon un critique, il réussit à créer « des sortes d’évènements autour de ses monologues, des environnements psychologiques, sonores et lumineux où le spectateur lui-même est appelé à se produire et à s’exprimer ». Une autre critique confirme : « Du début jusqu’à la fin du spectacle, par je ne sais quel miracle, une complicité railleuse s’installe entre Deschamps et le public. »

### Controverses
La méthode favorite de Deschamps — créer d’abord un malaise en prenant violemment position contre les syndicats, la tolérance, les droits des femmes... — a souvent choqué des spectateurs qui prenaient son discours au premier degré, sans en percevoir l’ironie.
Dans L’intolérance, il tente un exercice de style périlleux : celui d’aller au-delà de ce que son public est prêt à accepter. Le monologue commence tranquillement, tandis que son personnage veut mettre le public en garde contre les dangers de l’intolérance en se montrant lui-même intolérant et vulgairement raciste. Mais l’ironie n’est pas bien comprise et Deschamps se fait accuser de racisme par des spectateurs dans la salle. « Quand j’ai fait L’intolérance [en 1972], l’idée était de prouver que c’était facile d’être intolérant. Je voulais rendre les gens intolérants dans la salle. Il n’y a pas beaucoup d’humoristes ou d’acteurs qui ont comme but de se faire haïr (rires) ! Alors que le personnage que je faisais, c’était ça, lui. Il fallait que je dise des affaires épouvantables. Parce que mon but était de prouver par l’absurde qu’il y avait de l’intolérance. » Par la suite, la Ligue des droits de l’homme envisage même de le poursuivre pour antisémitisme, « mais après, leurs avocats ont écouté l’enregistrement plusieurs fois, et ils m’ont envoyé une lettre de félicitations ; ils ont compris que je n’étais pas raciste mais que L’Intolérance était bien un plaidoyer contre le racisme ».

Il éprouvera de semblables difficultés avec le monologue Nigger Black (1969) ainsi que celui intitulé La libération de la femme (1973), dans lequel son personnage « recense d’une façon systématique les arguments des hommes, tous basés sur un sentiment de supériorité congénitale ». Même si, à la fin, le personnage renverse les arguments du machisme et prône l’égalité homme/femme, ce monologue est « très mal accueilli dans les milieux féministes ». Ainsi que Deschamps le reconnaîtra plus tard : 

« L’humour ne se comprend pas, ne s’intellectualise pas. Ça marche à coups de sensations et d’émotions. Dans l’humour, tu blesses toujours quelqu’un et pas toujours celui ou celle que tu vises. »

 Il confie ainsi en 2021 que, dans les années 1970, à la suite des monologues L’intolérance et Le P’tit Jésus, il a reçu des menaces de mort par la poste.

## Prises de position

### Engagement social
Deschamps ne veut pas simplement faire rire : « …même si le but de mes shows est d’abord et avant tout de faire rire, je serais incapable de le faire gratuitement, de faire rire uniquement pour faire rire. Il y a des gens qui me comparent à Claude Blanchard ou qui m’imaginent fort bien dans une comédie avec Dominique Michel. Mais j’en serais tout à fait incapable. Je serais mauvais pour mourir. » Il a surtout des choses à dire. En dépit de son aisance matérielle, il se souvient de la misère qu’il a connue dans sa jeunesse et est obsédé par l’idée de diminuer le malheur des autres et de changer le monde en mieux. Cette volonté est paradoxale, car Deschamps est profondément fataliste, convaincu que ce sont les circonstances qui décident pour nous : il donne volontiers en exemple l’enchaînement de hasards qui, au fil des ans, l’a mené au succès. Comme il le reconnaît lui-même, il « aime se sentir utile socialement et professionnellement » et se définit comme « un homme de gauche, un social-démocrate […] L’intérêt de la population en général passera toujours avant l’intérêt d’un particulier ou d’un groupe. »
En 1970, il participe à la campagne de financement d’Oxfam-Canada et deviendra membre de son conseil d’administration. Il participe à la fondation d’Oxfam-Québec en 1973.
Deschamps travaille aussi avec Le Chaînon, un centre d’entraide pour femmes en difficulté, dont il devient  porte-parole en 1972, et il continue à s’y intéresser au fil des ans, jusqu’au début des années 2000 : « Au Chaînon, j’en ai vu de toutes les couleurs. j’ai rencontré des femmes maganées, ayant vécu l’enfer. Toutefois, dès qu’elles trouvent l’espoir de s’en sortir, du jour au lendemain, tout est correct ! Comme si rien ne leur était arrivé… »
En octobre 1977, il verse à la section québécoise d’Amnistie internationale la recette de l’avant-première de son spectacle à la salle Maisonneuve.
En 1978, troublé par la fortune que lui apporte son succès, il décide de la partager et met sur pied la Fondation Yvon Deschamps avec un investissement de 500 000 dollars. Cette fondation privée financera durant sept ou huit ans des projets d’aide aux personnes handicapées physiques et mentales, jusqu’à épuisement du capital initial.
En 1979, il lance la campagne de financement « Contact Rive sud », organisme sans but lucratif visant à la réinsertion sociale d’ex-détenus.
En 1985, Yvon Deschamps s’investit dans l’ASCCS — créée en 1974 — à titre de président de la campagne de financement et son engagement se poursuit jusqu’à ce jour sous la forme d’une fondation publique. Celle-ci se donne « comme mission d’améliorer la situation des jeunes du quartier Centre-Sud en soutenant les programmes offerts au Centre Yvon Deschamps par l’Association sportive et communautaire du Centre-Sud (ASCCS) ». En 2022, le Centre communautaire de l’ASCCS a été renommé Centre Yvon Deschamps. Ce centre offre plus d’une centaine de services et les familles d’immigrants s’y sentent « comme chez eux ».
En 2010, il est choisi comme porte-parole d’une campagne gouvernementale contre la maltraitance à l’égard des aînés.
Selon son biographe Claude Paquette : « Le Chaînon, Oxfam, sa fondation dédiée aux handicapés et sa paternité inspirent plus de la moitié de ses monologues et de ses chansons. »

### Positionnement sur l’indépendance du Québec
Deschamps revendique fièrement son statut de Québécois mais en assume aussi toutes les ambiguïtés. Dans un monologue de 1977 intitulé « La fierté d’être Québécois », il se moque ainsi de l’ambivalence de ses concitoyens : 

« Le vrai Québécois, y a-tu eu peur de voter pour le PQ ? Y a pas eu peur. Pis vous l’avez vu aux dernières élections fédérales aussi. Le vrai Québécois, y a-tu eu peur de voter pour les libéraux ? Y a pas eu peur. Le vrai Québécois vote pour les libéraux au fédéral et pour le PQ au provincial parce que le vrai Québécois sait qu’est-ce qu’y veut. Pis qu’est-ce qu’y veut, c’t’un Québec indépendant dans un Canada fort,. »

Il estime que l’indépendance est nécessaire et publie même un long article à ce sujet dans le Montreal Star. En même temps, il résistera à René Lévesque lorsque celui-ci l’invitera à participer à un super-spectacle intitulé « The Frogs are coming » qui se serait produit aux États-Unis et au Canada anglais. Il s’en justifie ainsi en entrevue : « Je suis partisan du nationalisme, sans fierté t’arrives nulle part, il faut être fier mais faire attention de ne pas tomber dans le chauvisme [sic] ou carrément le fascisme. » En fait, il refuse d’être identifié à un parti politique.
Il refuse tout aussi catégoriquement de se laisser identifier au camp fédéraliste : « Il est évident que je ne participerai jamais aux fêtes du Canada. Quel qu’en soit le cachet. En fait, je n’accepterais d’y aller que si, après un vote positif au référendum, on me demandait d’aller montrer aux Canadiens ce qui se passe au Québec, culturellement. »
À l’approche du référendum de 1980, il refuse de s’engager dans le comité pour le oui, afin de ne pas être identifié au Parti québécois. Dans un communiqué de presse diffusé en janvier 1980, intitulé « Mon OUI au référendum », il revient sur son monologue de 1977 et estime que sa boutade sur l’ambivalence des Québécois « est maintenant devenue la volonté de beaucoup d’individus ».

## Reconnaissance publique

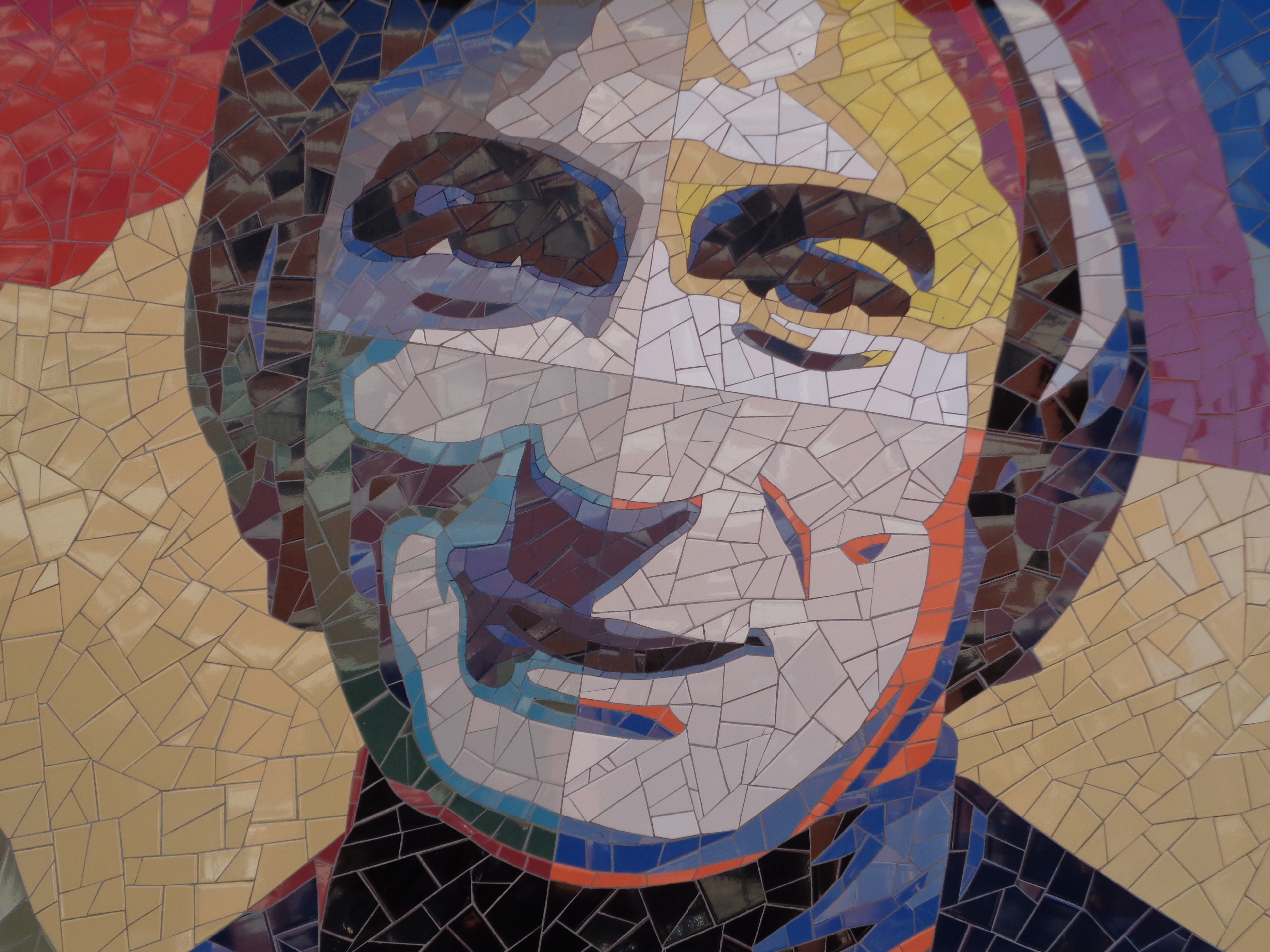
Mosaïque représentant Yvon Deschamps, créée par Laurent Gascon en 2017 à Montréal.

Yvon Deschamps a donné près de 600 spectacles à la Place des Arts depuis 1970. Certaines de ses expressions sont passées dans l’usage québécois, comme « une job steady pis un bon boss » qui apparaît dans son premier monologue. Il est considéré comme une « icône de la scène culturelle québécoise » et « un trésor national » tant par le nombre et la qualité de ses réalisations que par l’influence qu’il a exercée sur de nombreux humoristes. « Souvent vu comme le meilleur humoriste québécois de tous les temps », il est « le premier à faire du monologue un spectacle en soi [et] à en faire un métier ».
Il entre au Petit Larousse en 2005, où il est décrit comme un « humoriste canadien. Dans des monologues pleins de finesse, il met en scène les petits travers quotidiens de ses contemporains ».
Plusieurs humoristes québécois — notamment Martin Matte et Patrick Huard — ont vu en Yvon Deschamps « leur père spirituel ; celui qui a permis l’émergence du mouvement comique actuel. Un peu comme Michel Tremblay, au théâtre, qui a mis au monde une génération de dramaturges, Yvon Deschamps a donné à l’humour québécois ses lettres de noblesse ».
Pour Claude Meunier, Yvon Deschamps est « un personnage historique qui a probablement le plus contribué à la réflexion sur la question nationale. C’est un personnage écouté, un éveilleur social et politique ».
En hommage à l’humoriste, la comédienne Guylaine Tremblay interprète quelques-uns de ses textes et de ses chansons dans J’sais pas comment, j’sais pas pourquoi (2022), un spectacle autobiographique.
En octobre 2023, on rapporte que le réalisateur Alexis Durand-Brault serait en train d'écrire une série biographique sur Deschamps.
Pour la liste des distinctions reçues par Yvon Deschamps, voir plus bas.

## Œuvre

### Discographie
- Les unions, qu’ossa donne (1969, Polydor, 542-503)

Le monde y sont malades ; C’est extraordinaire ; Les unions, qu’ossa donne ; Pépère ; Nigger Black ; La Saint-Jean.
- L’Argent… ou le Bonheur (1969, Polydor, 542-508)

L’argent ; Le bonheur.
- Le P’tit Jésus / Le fœtus (1970, Polydor, 2424.017)

Le P’tit Jésus ; Aimons-nous ; La honte ; Le fœtus.
- Cable TV (1971, Polydor, 2424.033)

Cable TV ; Dans ma cour ; J’en peux plus.
- On va s’en sortir (1972, Polydor, 2424.062)

On est content ; On va s’en sortir ; L’intolérance ; L’histoire du Canada ; Je suis moi.
- La sexualité (1972, Polydor, 2424.072)

Le temps de l’amour ; C’est pas juste ; Les fesses ; La sexualité ; Des mots d’amour.
- La libération de la femme (1973, Kébec-Disque, KD-700)

Allô salut ; La libération de la femme ; A m’fait mourir ; Ma femme ; Les niaiseux.
- Bill 22 (1974, Kébec-Disque, KD-701)

La vie ; La mort du boss ; J’ai l’impression ; La liberté/J’veux être pogné ; Bill 22.
- L’histoire sainte (1975, Kébec-Disque, KD-904)

L’histoire sainte ; La création ; Une fois y’avait rien ; Les bébittes ; La petite pomme ; Le positif ; La vie, c’est ça.
- Yvon Deschamps en anglais (1976, Direction, 10001)

I don't know how, I don't know why ; Backyard ; Fetus ; Cable TV ; Grandpa.
- Au Théâtre Maisonneuve (1977, Kébec-Disque, 956/957)

C’est comme ça la vie ; La fierté d’être Québécois ; Fier de mon âme, fier de ma vie ; Les vieux ; Oublions ; La violence ; Je l’aime, ah oui je l’aime… ; Faut pas s’en faire ; Le temps ; Berceuse pour endormir la mort ; J’veux être un homme ; Le blues de ma maîtresse ; Monologue à répondre ; J’sais pas comment j’sais pas pourquoi.
- Yvon Deschamps (1979, Yvon-Deschamps, YD-984)

Quoi, un bébé ! ; Papa ; La petite mentale.
- C’est tout seul qu’on est l’plus nombreux (1982, Bo-Mon, BM-562/563)

Prologue ; Rire I ; Les dangers ; Le rêve I ; La peur ; Le rêve II ; Les filles ; Tu te vantes ; Le mariage ; Seul ; Je crois ; l’idole ; Chanson pour mon idole ; l’amitié ; Mon ami ; La religion ; Gregoregae ; Rire II.
- La Fugue du Petit Poucet (1987, conte pour enfants  ; il en fait la narration  ; éditions du Petit Matin)
- Yvon Deschamps (1987, Bo-Mon, BM-564)

Le comique ; Le chanceux ; Les tapettes ; Débile léger.
- U.S. qu’on s’en va ? (1993, GSI Musique, BMCD 566)

Ouverture ; Les bénévoles ; La langue française ; U.S. qu’on s’en va ? ; Les adolescents (Le grand tarla) ; Les noms doubles.
- Yvon Deschamps au Manoir Rouville-Campbell (1999, GSI Musique, BMCD 567)

Politiquement, on est donc mélangés ; La télévision/La fumée secondaire ; La météo ; Le génocide ; Les sports ; l’ami ; La mondialisation ; La famille ; l’ado (version améliorée).
- Comment ça, 2000… 2001… 2002 ? (2003, GSI Musique, BMCD 2568)

Ouverture ; La fin du monde ; Les baby-boomers ; Les ethnies.
- Judi et Yvon font une scène (2004, Multimix Média Inc. - Manoir Rouville-Campbell, YD DVD1)

Ouverture en duo ; Judi Richards en solo ; Yvon Deschamps en solo.

#### Coffrets
- Volume 1 « Les années 60-70 » (2004 GSI Musique, BMDVD3568)
- Volume 2 « Les années 70-80 » (2005 GSI Musique, BMDVD2569)
- Volume 3 « Les années 80-90 » (2006 GSI Musique, BMDVD3570)
- Volume 4 « Les années 90-2000 » (2006 GSI Musique, BMDVD2571)
- Volume 5 « Les années 68-2008 » (2009 GSI Musique, BMDVD2572)
- L’intégrale Yvon Deschamps 1958-2008 (2009 GSI Musique, BMDVD12573)

### Filmographie

#### Comme acteur
Télévision :
- 1958 : Le Courrier du roy (série télévisée) : Maniki
- 1961 : La Boutique de Monsieur Nicolas (série télévisée) : Valentin
- 1967 : D’Iberville (télé-film de série) : Zacharie Robutel
- 1989 : CTYVON (série télévisée) : Yvon Lamarche et Ti-Blanc Lebrun
- 1996 : Bye Bye 1996 (émission spéciale annuelle)
- 2002 : Un gars, une fille (série télévisée) : lui-même (un épisode)
- 2007 : Taxi 0-22 (série télévisée) : père de Rogatien Dubois

Cinéma :
- 1964 : Trouble-fête : un étudiant[98]
- 1969 : Délivrez-nous du mal : André Dastous
- 1970 : Deux femmes en or : Monsieur Téléphone
- 1971 : Tiens-toi bien après les oreilles à papa : Jacques Martin[99]
- 1972 : Le P’tit vient vite : Édouard Ladouceur
- 1977 : Le soleil se lève en retard : Jean Cusson

#### Comme scénariste
- 1972 : Le P’tit vient vite

#### Autres
- 2001 : Rock et Belles Oreilles: The DVD 1988 (vidéo)
- Chaîne officielle d’Yvon Deschamps sur Youtube

#### Théâtre
- 1974 : L’Ouvre-boîte avec Jean-Louis Roux, texte de Victor Lanoux (titre d’origine, Le Tourniquet)

### Ouvrages
- Yvon Deschamps, Monologues, Montréal, Leméac, 1973, 236 p.
- Yvon Deschamps, Six ans d’monologues, Montréal, Inedi, 1981, 226 p.
- Yvon Deschamps, Tout Deschamps, Montréal, Lanctôt Éditeur, 1998, 543 p. (lire en ligne).
- Yvon Deschamps, Le petit livre bleu : extraits et citations, Montréal, Duchesne et du Rêve, 2011, 239 p.
- Yvon Deschamps, Le Boss est mort, Montréal, Dramaturges Éditeurs, 2017, 107 p.

## Distinctions

### Gala de l’ADISQ (Prix Félix)

#### Artistique
| Année | Catégorie                                 | Travail nommé                                    | Résultat   |
| ----- | ----------------------------------------- | ------------------------------------------------ | ---------- |
| 1980  | Spectacle de l’année                      | Yvon Deschamps                                   | Nomination |
| 1982  | Spectacle de l’année - textes et chansons | C’est tout seul qu’on est l’plus nombreux        | Nomination |
| 1983  | Microsillon de l’année - humour           | C’est tout seul qu’on est l’plus nombreux        | Lauréat    |
| 1984  | Spectacle de l’année - humour             | Un voyage dans le temps                          | Nomination |
| 1987  | Félix de l’Académie                       | Prix d'honneur                                   | Lauréat    |
| 1988  | Microsillon de l’année - humour           | Yvon Deschamps                                   | Lauréat    |
| 1993  | Spectacle de l’année - humour             | US qu’on s’en va                                 | Nomination |
| 1994  | Album de l’année - humour                 | US qu’on s’en va                                 | Lauréat    |
| 1999  | Album de l’année - humour                 | Yvon Deschamps au Manoir Rouville-Campbell       | Lauréat    |
| 2003  | Album de l’année - humour                 | Comment ça, 2000… 2001… 2002?                    | Nomination |
| 2006  | Spectacle de l’année - humour             | Judi et Yvon font une scène (avec Judi Richards) | Lauréat    |
| 2021  | Spectacle de l’année - humour             | Bon 85e Yvon!                                    | Lauréat    |

#### Industriel[Quoi ?]
| Année | Catégorie                                               | Travail nommé                                                  | Résultat   |
| ----- | ------------------------------------------------------- | -------------------------------------------------------------- | ---------- |
| 1980  | Scripteur de l’année - spectacle                        | Yvon Deschamps                                                 | Nomination |
| 1988  | Producteur de la série de variétés télévisée de l’année | Samedi de rire (avec Guy Latraverse et Rénald Paré)            | Nomination |
| 1993  | Scripteur de spectacles de l’année                      | US qu’on s’en va                                               | Lauréat    |
| 1994  | Émission de télévision de l’année - humour              | US qu’on s’en va                                               | Nomination |
| 2009  | Scripteur de spectacle de l’année                       | André Sauvé (avec Gilbert Dumas, Pierre Légaré et André Sauvé) | Nomination |

### Prix MetroStar
| Année | Catégorie                                      | Travail nommé  | Résultat   |
| ----- | ---------------------------------------------- | -------------- | ---------- |
| 1986  | Humoriste de l’année                           | Yvon Deschamps | Nomination |
| 1990  | Artiste/individuel ou groupe - émission humour | Yvon Deschamps | Nomination |
| 1995  | Artiste(s) - émission humoristique             | Yvon Deschamps | Nomination |
| 1996  | Artiste - émission d’humour                    | Yvon Deschamps | Nomination |
| 1997  | Artiste - émission d’humour                    | Yvon Deschamps | Nomination |
| 1998  | Artiste - émission d’humour                    | Yvon Deschamps | Nomination |

### Autres
Distinctions reçues pour l’ensemble de son activité :
- 2001 : Chevalier de l’Ordre national du Québec[113] pour son apport exceptionnel au développement du Québec.
- 2010 : Grands Montréalais[46].
- 2011 : Prix du Gouverneur général pour les arts du spectacle pour la réalisation artistique[114].
- 2017 : Compagnon de l’Ordre des arts et des lettres du Québec.
- 2018 : Médaille d'honneur de l'Assemblée nationale du Québec[115].
- 2020 : Prix Denise-Pelletier[116].
- 2021 : Prix Artisan de la Fête nationale 2020-2021 décerné au couple Judi Richards et Yvon Deschamps[117].